# Tomáš Ježek
Tomáš Ježek (15. března 1940 Plzeň – 29. listopadu 2017) byl český ekonom, politik, vysokoškolský pedagog a také poslanec v 90. letech 20. století České národní rady a Poslanecké sněmovny za Občanské fórum, pak za Občanskou demokratickou alianci a ODS, ministr vlády České republiky a bývalý předseda Fondu národního majetku.

## Biografie

### Dětství
Jeho otec, plzeňský gymnaziální profesor Vojtěch Ježek byl v roce 1943 gestapem zatčen pro odbojovou činnost a 13. dubna 1945 popraven. Matka Růžena Ježková se musela z Plzně odstěhovat a se svými třemi syny se konce války dožila v Zahrádce u Nepomuku. Po válce byla rodina odškodněna vilkou v Praze, kde Tomáš Ježek vystudoval jedenáctiletou střední školu v Londýnské ulici.

### Před rokem 1989
V letech 1957–1962 absolvoval studium na Národohospodářské fakultě pražské Vysoké školy ekonomické v oboru ekonomiky práce. V letech 1966 až 1969 působil jako vědecký pracovník v Ekonomickém ústavu Československé akademie věd a zároveň s tím absolvoval studijní pobyt na Institutu des Hautes Etudes Internationales ve švýcarské Ženevě, kde navštěvoval přednášky a semináře Maurice Allaise. Pro samizdat přeložil práce rakouského liberálního ekonoma F. A. Hayeka. V letech 1986–1989 působil jako vědecký pracovník v Prognostickém ústavu ČSAV.
Do roku 1969 byl členem KSČ. Byl ženatý, měl dvě děti.

### Po roce 1989
V roce 1989 pomáhal zakládat politickou stranu ODA. Ve volbách v roce 1990 byl zvolen za Občanské fórum (v jehož rámci ODA kandidovala) do České národní rady. V této době zastával i vládní post. V lednu až červnu 1990 pracoval na Federálním ministerstvu financí ve funkci poradce ministra, kterým tehdy byl Václav Klaus a po prvních svobodných volbách v červnu 1990 byl ministrem bez portfeje české vlády Petra Pitharta (v rámci československé federace) pro správu národního majetku a jeho privatizaci.
Opětovně byl zvolen do ČNR ve volbách v roce 1992, nyní za ODA (volební obvod Severočeský kraj). Zasedal v rozpočtovém výboru a byl jeho předsedou.
Od roku 1992 do roku 1994 byl také předsedou výkonného výboru Fondu národního majetku ČR.
Od vzniku samostatné České republiky v lednu 1993 byla ČNR transformována na Poslaneckou sněmovnu Parlamentu České republiky. V ní setrval do konce funkčního období, tedy do voleb v roce 1996. V únoru 1995 přešel do poslaneckého klubu ODS. Jeho rozkol s vedením ODA byl patrný již v lednu 1995, kdy ostře kritizoval předsedou Občanské demokratické aliance Jana Kalvodu za aféru, v níž Kalvoda obvinil BIS ze sledování politiků. 27. ledna 1995 pak oznámil, že ukončuje své členství v ODA. 2. února 1995 požádal o přijetí do poslaneckého klubu ODS. Zároveň oznámil, že v řádu týdnů či měsíců se stane i členem ODS.
V 2. polovině 90. let zastával funkci šéfa Burzovní komory. V roce 1997 vydal své vzpomínky na českou politiku 90. let v knize Budování kapitalismu v Čechách.
Ve volbách roku 1996 se neúspěšně ucházel o křeslo senátora na senátní obvod č. 33 – Děčín za ODS. V 1. kole získal 37 % hlasů, ale ve 2. kole ho porazil a senátorem se stal sociální demokrat Egon Lánský. Během vládní krize druhé Klausovy vlády koncem roku 1997 se postavil na stranu opozice proti Václavu Klausovi. V listopadu 1997 prohlásil, že viníkem stávající situace v Česku jsou špičky ODS a jako nového předsedu občanských demokratů by si dovedl představit Ivana Pilipa. V lednu 1998 podpořil vznik nové odštěpenecké strany Unie svobody a ohlásil účast na jejím prvním setkání v Litomyšli. Z ODS vystoupil.

### Komise pro cenné papíry
Od dubna 1998 působil jako člen prezídia Komise pro cenné papíry (KCP). V lednu 1999 na něj vládní výbor pro ochranu ekonomických zájmů vedený Jaroslavem Baštou podal trestní oznámení pro podezření z machinací v době privatizace podniku Čokoládovny Praha. Ježek obvinění popíral a vyzval Baštu, aby své výroky odvolal. Následně na Baštu sám podal trestní oznámení. Roku 2000 ho vláda Miloše Zemana navrhla z vedení KCP odvolat, ale prezident Václav Havel ho v úřadu ponechal. Mandát v KCP mu vypršel v březnu 2002. Jeho soudní pře s Jaroslavem Baštou byla rozhodnuta vrchním soudem až koncem roku 2003. Soud nařídil vládě omluvit se Ježkovi. Ježek poté oznámil, že po očištění svého jména uvažuje o opětovném vstupu do politiky.

### Další akademická a politická činnost
V roce 2004 neúspěšně kandidoval v doplňovacích volbách do senátu za senátní obvod č. 20 – Praha 4 jako nestraník za Liberální reformní stranu. Získal 16 % hlasů a nepostoupil do 2. kola. V roce 2011 se uvádí, že spolupracuje s KDU-ČSL.
Od roku 1996 vyučoval na Národohospodářské fakultě Vysoké školy ekonomické v Praze, v roce 2003 byl jmenován jejím docentem, od roku 2004 vyučoval také na Západočeské univerzitě v Plzni[zdroj?]. Podle jeho vlastních slov nebyl jmenován vysokoškolským profesorem kvůli letitým sporům s Václavem Klausem.
Od roku 2005 působil jakožto prezident Asociace finančních zprostředkovatelů a finančních poradců České republiky, od roku 2003 byl předsedou správní rady Nadace Českého hudebního fondu, v roce 2005 jej Městský soud v Praze jmenoval soudním znalcem v oboru veřejných financí, bankovnictví a kapitálového trhu.

### Úmrtí
Zemřel dne 29. listopadu 2017 ve věku 77 let.